# Іванівецька сільська рада
| Іванівецька сільська рада — орган місцевого самоврядування у Коломийському районі Івано-Франківської області з адміністративним центром у с. Іванівці. Указом Президії Верховної Ради УРСР 23 жовтня 1940 р. Іванцівська сільська рада передана з Коршівського району до Ланчинського району. Сільській раді підпорядковані населені пункти: - с. Іванівці |

## Склад ради
Рада складається з 16 депутатів та голови.

### Керівний склад ради
| ПІБ                        | Основні відомості                                                 | Дата обрання | Дата звільнення |
| -------------------------- | ----------------------------------------------------------------- | ------------ | --------------- |
| Яковишина Марія Іванівна   | Сільський голова, 1951 року народження, освіта, позапартійна      | 26.03.2006   | 31.10.2010      |
| Мочернюк Василь Васильович | Сільський голова, 1972 року народження, освіта вища, безпартійний | 31.10.2010   |                 |

Примітка: таблиця складена за даними джерела